# Санкции в связи со вторжением России на Украину (17 пакет)
Семнадцатый пакет санкций в связи со вторжением России на Украину был принят с 20 мая по 15 июля 2025 года за вторжение на Украину.

## Хронология

### 20 мая 2025 года
ЕС ввёл 17-й пакет санкций против России. Он включает:
- санкции против:
  - 17 физических лиц и 58 юридических лиц, преимущественно связанных с производством оружия и техники военного назначения, в том числе дронов. Они включают генерального директора ПАО «КАМАЗ» Сергея Когогина и нефтяной компании «Сургутнефтегаз»
  - 28 физических и юридических лиц из России, обвиняемых в нарушении прав человека. Среди них — судья Олеся Менделеева, вынесшая обвинительный приговор политзаключенному Алексею Горинову, и Светлана Журавлева, выступавшая гособвинителем на этом же процессе. Все остальные — также судьи, прокуроры и следователи, есть и одна чиновница Федеральной службы исполнения наказаний.
  - 189 судов «теневого флота»
- добавление 31 организации в список тех, кто напрямую поддерживает российский военно-промышленный комплекс в его агрессивной войне против Украины[2]
- секторальные меры, а также индивидуальные штрафные меры против 27 физических и юридических лиц в РФ, за гибридную деятельность
- утверждение списков, связанных с «распространением и применением химического оружия» в Украине. В него вошли Войска радиационной, химической и биологической защиты Минобороны РФ и два ведомственных научно-исследовательских института.

Великобритания ввела санкции против:
- 14 сотрудников Агентства социального проектирования, которые «проводили кампании по дезинформации»
- 46 финансовых учреждений, аффилированных с российским государством Агентства по страхованию вкладов (ACB), Санкт-Петербургской валютной биржей, 18 судов, перевозящих российскую нефть и относящихся к «теневому флоту», а также лиц и учреждения, поддерживающих этот флот
- гражданина Великобритании Джона Майкла Ормерода, который «приобретал суда для теневого флота России», и двух российских граждан — капитанов танкеров «теневого флота».

### 23 мая 2025 года
Албания, Босния и Герцеговина, Исландия, Лихтенштейн, Молдова, Норвегия, Северная Македония, Украина и Черногория присоединились к усилению существующего режима санкций ЕС от 13 мая 2025 года.

### 25 мая 2025 года
Украина ввела санкции против:
- 10 физических лиц, среди которых: сын бывшего президента «Мотор Сич» Вячеслава Богуслаева — гражданин Гренады Александр Богуслаев; двое граждан Украины — эксдепутат Верховной Рады Игорь Мосийчук и блогер Ростислав Шапошников; помощник чеченского главы Рамзана Кадырова — Ахмед Дудаев, а также 3 предводителя российских криминальных группировок — Сергей Лалакин (Подольская), Сергей Михайлов (Солнцевская) и Геннадий Петров (Тамбовская); граждане РФ, причастные к организации онлайн-казино Pin-Up — Дмитрий Пунин, Иван Банников и Александр Матяшов
- 9 юридических лиц.

### 31 мая 2025 года
Швеция объявила об ужесточении надзора за страховщиками иностранных судов с целью борьбы с российским теневым флотом с 1 июня.

### 3 июня 2025 года
Швейцария присоединилась к 17-му пакету санкций ЕС от 20 мая 2025 года.

### 4 июня 2025 года
Албания, Босния и Герцеговина, Исландия, Лихтенштейн, Северная Македония, Украина и Черногория полностью присоединились к 17-му пакету санкций ЕС от 20 мая 2025 года. Молдова присоединилась ко всем санкциям, кроме ограничений против «теневого флота» и добавления 31 организации в список непосредственно поддерживающих военно-промышленный комплекс России в её войне агрессии против Украины. Норвегия присоединилась ко всем санкциям, кроме экономических мер с учётом дестабилизирующей деятельности России, и добавления 21 физического лица и 6 юридичиских лиц. Грузия присоединилась только к мерам против распространения и применения химического оружия.

### 10 июня 2025 года
Украина ввела санкции против 46 физических и 9 юридических лиц, причастных к похищению украинских детей.

### 17 июня 2025 года
ЕС продлил санкции за аннексию Крыма и Севастополя до июня 2026 года.
Великобритания ввела санкции против:
- 20 судов
- 6 компаний или учреждений, среди которых: АО «Атлас» (УГМК-ИНВЕСТ), ООО «Металлург», «Орион Стар Групп», Rosneft Marine (UK) Ltd, Главное управление глубоководных исследований Минобороны РФ и Valegro LLC-FZ
- 4 физических лиц, среди которых: Юрий и Игорь (Егор) Карасевы, гражданин Польши Олег Ткач и Владимир Приступа, имеющий паспорта Украины и Великобритании.

### 18 июня 2025 года
Канада ввела санкции против закрытых акционерных обществ «Кама Шиппинг» и «Волгатранснефть», а также группы компаний «ОТЕКО».

### 19 июня 2025 года
Новая Зеландия ввела санкции против 8 юридических и 10 физических лиц, среди них — северокорейские, иранские и белорусские структуры, поддерживающие военные действия России, а также российские структуры, занимающиеся производством беспилотников и другого оружия. В списке витебское ОАО «Завод Легмаш» и его директор Владислав Павленко, а также минское «КБ Беспилотные Вертолёты» и его основатель Владимир Чудаков.
Австралия ввела целевые санкции против 60 судов, связанных с «теневым флотом» России.
Литва одобрила поправки к законодательству, позволяющие вводить национальные экономические санкции против России и Беларуси, аналогичные тем, которые применяются ЕС.

### 20 июня 2025 года
Украина ввела санкции против 56 физических и 55 юридических лиц, среди них: лица, задействованные в создании и изготовлении российских беспилотников «Герань», «Орлан-10», «SuperCam», а также FPV-дронов. В список также попали поставщики ООО «Алабуга Машинери» и компании, которые импортируют компоненты для российского производителя БПЛА — акционерного общества «Кронштадт», в частности для производства средства «Бандероль». Все физические лица являются гражданами Российской Федерации. Среди юридических лиц — 6 зарегистрированных в Китае, 1 — в Беларуси. Остальные — российские компании, связанные с оборонной промышленностью.
Латвия запретила приобретать недвижимость на своей территории (получить в дар или в наследство, обменять и т. д.) гражданам России и Беларуси, а также компаниям, которые принадлежат им хотя бы на четверть — или чьими бенефициарами являются россияне и белорусы.

### 22 июня 2025 года
Украина ввела новые санкции против людей и компаний, которые ведут бизнес на оккупированной территории Украины, в частности в Крыму. В их число вошли:
- 8 компаний, 6 из них зарегистрированы на Кипре, ещё 2 — в России, среди которых: ООО «ЮЖНАЯ ГАЛЕРЕЯ» (South Gallery LLC), Arricano Real Estate Ltd; U.A. Terra Property Management Limited; Museo Holdings Limited; Sunloop Co Limited; Praxifin Holdings Limited; Twible Holdings Limited; ООО «Зеленый город»
- 13 человек, среди которых: депутат IX созыва Артем Дмитрук, бывший нардеп Александр Онищенко, а также украинский продюсер и президент кинокомпании Star Media Владислав Ряшин.

### 26 июня 2025 года
Австралия ввела санкции против 37 человек та 7 организаций.

### 27 июня 2025 года
Украина:
- приняла решенеие о полной синхронизации санкционной политики с международными партнёрами — ограничительные меры должны быть поданы на рассмотрение СНБО и утверждены не позднее, чем на 15-й день после того, как соответствующее решение государства-партнера или объединения государств вступит в силу[24]
- ввела санкции против 52 граждан России и 35 компаний (34 российских и 1 китайской), имеющих отношение к поставкам в Россию компонентов для производства ударных беспилотников типа «Шахед», а также станков по производству чипов[25].

### 30 июня 2025 года
ЕС продлил экономические санкции в отношении России до 31 января 2026 года.
Украина полностью синхронизировала свои санкции с 13-м и 14-м пакетами ограничений ЕС против России, а также присоединилась ко всем действующим санкциям ЕС против Ирана.

### 1 июля 2025 года
Германия в рамках борьбы с «теневым флотом» РФ в Балтийском море начала требовать от танкеров, проходящих через её территориальные воды, наличие страховки, покрывающей ущерб от нефтяного загрязнения.

### 2 июля 2025 года
Чехия ввела санкции против россиянина Олега Осипова — многолетнего помощника экс-президента России Дмитрия Медведева.

### 6 июля 2025 года
Украина ввела санкции против 60 юридических лиц и 73 физичиских лиц — граждан России.

### 7 июля 2025 года
Великобритания, в связи с предполагаемым использованием химического оружия в войне против Украины, ввела санкции против Научно-исследовательского института прикладной химии, расположенного в подмосковном Сергиевом Посаде, а также начальника войск радиологической, химической и биологической защиты Вооружённых сил России Алексея Ртищева и его заместителя Андрея Марченко.
Норвегия, в рамках имплементации 17-го санкционного пакета ЕС от 20 мая 2025 года, ввела санкции против 2 крупнейших российских рыболовных компаний — АО «Норебо» и ООО «Мурман Сифуд». Эти меры фактически запрещают судам обеих компаний вести промысел в норвежских водах и заходить в порты страны.

### 8 июля 2025 года
Украина:
- ввела санкции против 5 китайских компаний: Central Asia Silk Road International Trade, Suzhou Ecod Precision Manufacturing, Shenzhen Royo Technology, Shenzhen Jinduobang Technology и Ningbo BLIN Machinery[33]
- полностью гармонизировала собственные санкционные меры с 15-м, 16-м и 17-м пакетами санкций ЕС[34].

### 9 июля 2025 года
Польша ввела санкции против белорусского олигарха Александра Мошенского.

### 15 июля 2025 года
ЕС ввели санкции против:
- 5 представителей российской судебной системы, сыгравших ключевую роль в преследовании активиста Алексея Горинова, бывшего муниципального депутата Красносельского района Москвы, который был приговорен к трем годам лишения свободы в колонии строгого режима по политически мотивированному обвинению за высказывание своего мнения об агрессивной войне России против Украины
- 9 физических и 6 юридических лиц, «ответственных за дестабилизирующие действия России за рубежом, в том числе посредством манипулирования иностранной информацией и вмешательства в иностранные дела»
- лиц, причастных к системе покупки голосов на президентских выборах и референдуме о вступлении в Евросоюз в Молдове. Они коснулись 7 физических и 3 юридических лиц.